# Sint-Fredeganduskerk

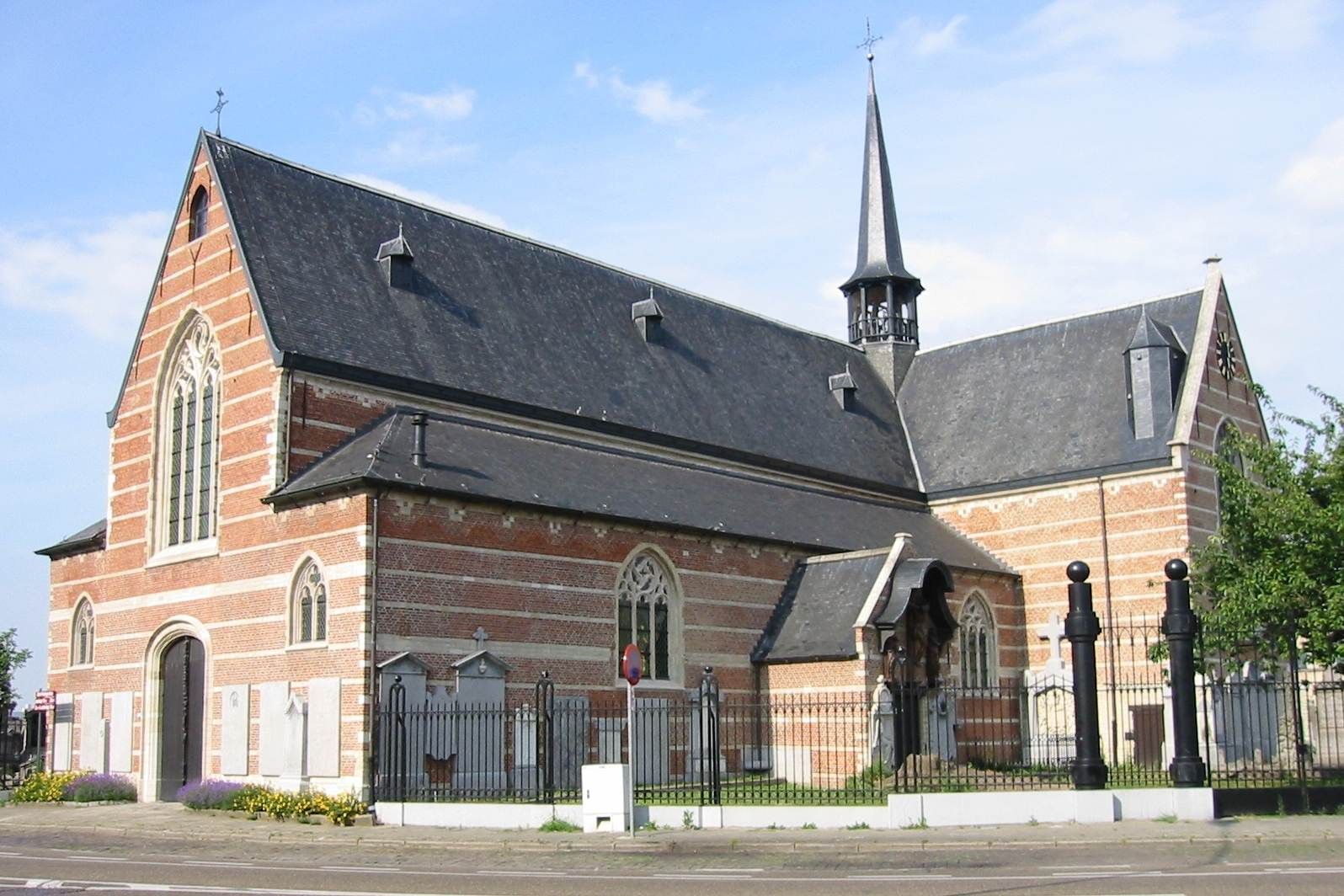
Sint-Fredeganduskerk

De Sint-Fredeganduskerk is de oorspronkelijke parochiekerk van de tot de gemeente Antwerpen behorende plaats Deurne, gelegen aan de Lakborslei.

## Geschiedenis
In de 10e eeuw zou hier al een kerkgebouw hebben gestaan, gewijd aan Onze-Lieve-Vrouw. Omstreeks 1500 ontwikkelde zich na een pestepidemie de devotie voor Sint-Fredegandus.
Van 1510-1537 werd de kerk herbouwd, maar in 1579, tijdens de Slag bij Borgerhout, werd de kerk geheel verwoest.
Herbouw ving aan in 1603 en in 1615 was het hoofdkoor voltooid. Van 1622-1628 werd het transept herbouwd. Van 1642-1644 volgden de zijbeuken. De westtoren werd niet herbouwd. Ook in de 18e eeuw vonden werkzaamheden plaats, vooral in 1760-1761.

## Gebouw
Het betreft een driebeukige bakstenen kruiskerk met een dakruiter op de viering. Het koor is driezijdig afgesloten. De gevels zijn voorzien van opvallende speklagen.

## Interieur
Het kerkmeubilair is gedeeltelijk afkomstig van de Antwerpse Sint-Michielsabdij. Er zijn schilderijen en gravures uit de 17e, 18e en 19e eeuw, onder meer van Conraad Lauwers, P. van den Bemden de Oude, W. Herreyns, A. van Diepenbeek, J. Vernimmen en M.J. Van Brie. Beelden in hout, marmer en terracotta zijn er uit de 16e t/m 19e eeuw.
Het hoofdaltaar dateert uit 1701 en bevat het schilderij Graflegging door J.P. Ykens. Het Sint-Fredegandusaltaar is van 1680 en bevat het schilderij Prediking van Fredegandus door P. Ykens van 1682.
Het Onze-Lieve-Vrouwealtaar bevat een 17e-eeuws albasten Mariabeeld.
Het koorgestoelte is uit 1712 en de preekstoel uit omstreeks 1771. Biechtstoelen zijn uit de 17e, 18e en 19e eeuw. Het doopvont is 17e eeuws met deksel midden 18e eeuw. Het orgel, van 1895, werd vervaardigd door J. Stevens.